# Squalus cubensis
Espèce
Statut de conservation UICN

DD : Données insuffisantes
Squalus cubensis, l'Aiguillat de Cuba, est une espèce de requins de la famille des Squalidae. On le trouve dans l'océan Atlantique, à une profondeur comprise entre 60 et 400 m.

## Description

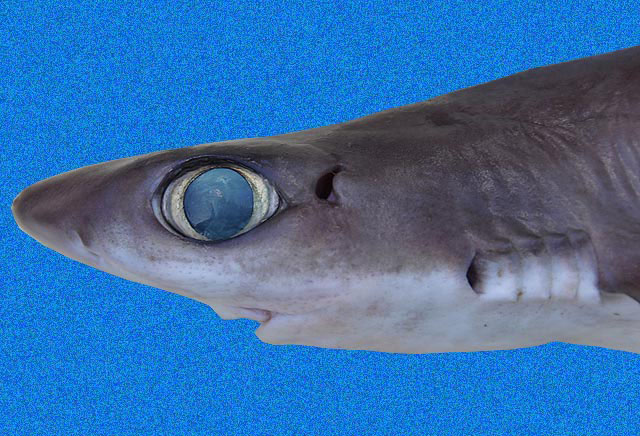
Gros plan sur la tête

Squalus cubensis mesure environ 70 cm, le plus grand spécimen mesurait 110 cm. 
Il est mince et de couleur grise. Ses nageoires dorsales sont noires et ses nageoires pelviennes et caudales sont blanches. L'extrémité de la première nageoire dorsale est arrondie. La nageoire anale est absente. 
Son museau est court et arrondi. L'iris est vert.

## Écologie et comportement

### Alimentation
L'aiguillat de Cuba se nourrit probablement d'invertébrés et de poissons.

### Reproduction
Cette espèce est ovovivipare. La femelle donne naissance à une dizaine de petits.

### Parasites
Certains isopodes parasitent Squalus cubensis et vivent dans sa gueule ou dans ses branchies.

## Distribution
Squalus cubensis se trouve dans l'Atlantique, en Floride, dans le golfe du Mexique, à Cuba, au sud du Brésil et en Argentine.

## L'aiguillat de Cuba et l'homme

### Dangers pour l'homme
Cette espèce ne représente aucun danger pour l'homme.

### Utilisations
L'aiguillat de Cuba est parfois prisé pour l'huile de son foie.